# Orpiszewek
Orpiszewek (prononciation : [ɔrpiˈʂɛvɛk]) est un village polonais de la gmina de Kotlin dans le powiat de Jarocin de la voïvodie de Grande-Pologne dans le centre-ouest de la Pologne.
Il se situe à environ 3 kilomètres au sud-est de Kotlin (siège de la gmina), à 14 kilomètres au sud-est de Jarocin (siège du powiat) et à 75 kilomètres au sud-est de Poznań (capitale régionale).
Le village possédait une population de 110 habitants en 2006.

## Histoire
De 1975 à 1998, le village faisait partie du territoire de la voïvodie de Kalisz.

Depuis 1999, Orpiszewek est situé dans la voïvodie de Grande-Pologne.